# ولاية كمشخانة
وِلَايَةُ كُمُشْخَانَة (بالتركية: كموش‌خانه ولایت
) من ولايات تركيا. عاصمتها مدينة كمشخانة تبلغ مساحتها 6,125 كم2 ويبلغ عدد سكانها 186,953 نسمة كما يبلغ معدل الكثافة السكانية 30/كم2 تقع في شمال تركيا.